# Pavel Vilikovský
Pavel Vilikovský est un écrivain tchécoslovaque puis slovaque né le 27 juin 1941 à Palúdzka (Slovaquie) et mort le 10 février 2020.

## Biographie
Pavel Vilikovský est né à Palúdzka qui fait maintenant partie de Liptovský Mikuláš. Il a fréquenté l'école de cinéma FAMU de Prague avant de passer à l'université Comenius de Bratislava où il a étudié les langues. Il a travaillé comme rédacteur dans diverses revues et maisons d'édition. Bien qu'il ait commencé à écrire dans les années 1960, sa production littéraire n'est devenue disponible librement qu'après la Révolution de Velours. Il a publié plus d'une douzaine de livres, dont Letmý sneh (2014) traduit en anglais sous le nom de Fleeting Snow. En 1997, Pavel Vilikovský a remporté le Prix Vilenica.

## Publications
- 1965 : Citová výchova v marci, recueil de nouvelles (L'éducation émotionnelle en mars)
- 1983 : Prvá veta spánku, roman policier (La première phrase du sommeil)
- 1989 : Eskalácia citu, nouvelle (Sentiment d'escalade)
- 1989 : Kôň na poschodí, slepec vo Vrábľoch, roman (Cheval au sol, aveugle à Vrábly)
- 1989 : Večne je zelený… , roman burlesque (C'est vert pour toujours)
- 1991 : Slovenský Casanova (co-auteur : Lajos Grendel)
- 1992 : Peší príbeh, roman (Histoire de marche)
- 1996 : Krutý strojvodca, nouvelles (Cruel conducteur de train)
- 1998 : Okrídlená klietka alebo zo života mladého Slovenska a starých Slovákov, (co-auteur : Tomáš Janovic)
- 2001 : Posledný kôň Pompejí (Le dernier cheval de Pompéi)
- 2004 : Vyznania naivného milovníka (Confessions d'un amant naïf)
- 2005 : Čarovný papagáj a iné gýče (Perroquet magique et autres Gitans)
- 2006 : Silberputzen. Leštenie starého striebra (Tapis d'argent. Polissage du vieil argent)
- 2009 : Vlastný životopis zla (Autobiographie du mal)
- 2010 : Pes na ceste (Chien sur la route)
- 2013 : Prvá a posledná láska (Premier et dernier amour)
- 2014 : Letmý sneh (Neige volante)
- 2018 : RAJc je preč (RAJC est parti)

## Traductions françaises
- Vert et florissant..., Éditions La Baconnière, Collection dirigée par Ibolya Virág, 2020,  (ISBN 978-2-88960-009-0)
- Un chien sur la route (traduit du slovaque par Peter Brabenec), Phébus, 2019, 217 p.  (ISBN 978-2-7529-1188-9)[2],[3],[4]
- Autobiographie du mal, Éditions Maurice Nadeau, 2019, 217 pages  (ISBN 978-2-86231-277-4)[5]
- Neige d'été, L’Aire, 2019, 189 p.
- Un cheval dans l'escalier, Éditions Maurice Nadeau, 1998

## Sur quelques ouvrages

### Autobiographie du mal
Quelque part en Autriche, dans la zone russe de Vienne, dans un paisible village perdu, un peu avant 1950. Un certain Karsten, dans la liberté du pur désespoir, attend que le frappent deux Frankenstein fous, pour lui révéler la réalité du monde : le crachat d'un Dieu étourdi (p. 8). Un troisième personnage intervient, Halek, recadre la situation : enlèvement, séquestration, exfiltration, rétention, dans le seul but d'amener Karsten à annoncer à ses amis qu'il cherche à organiser la résistance au système soviétique. Cette recherche d'information, sans dénonciation ni délation (puisque nous savons déjà tout, et que certains d'entre eux collaborent déjà avec nous) sera suivie dans un an par une régularisation honorable.
Et votre femme, Irena, et vos deux fils, Kamil et Igor, qui se croient détenus par les Américains... Halek fournit vêtements, studio équipé, argent, faux papier (Jozef Karsten), liste. Donc, Karsten rencontre Daubner, Fleischman, Racko, Kacmarik, Sabo, mais aussi Stefan, l'enfant de la concierge (qui nourrit des pigeons), Magda, et aussi Ingrid Hoferova, peut-être la fille d'Halek.
« La force du roman tient encore, fondamentalement, à la mise en scène de ce jeu tordu, commun à toutes les milices chiennes de garde des systèmes totalitaires, dont le meneur lui-même retors est le seul à connaître et à maîtriser les règles qu’il a unilatéralement fixées, qui n’ont pour finalités que la défense et la pérennité du régime. A ce jeu-là, tout acte que le manipulé croit encore pouvoir faire en douce contre le manipulateur n’est-il pas déjà inscrit dans le scénario dudit manipulateur ? ».

### Un chien sur la route
Dans cette « épopée intimiste teintée de mélancolie mitteleuropéenne », un éditeur slovaque vieillissant, invité pour des conférences, fait quelques voyages dans « l'Europe des alentours », pour la promotion de la littérature slovaque, particulièrement en Autriche, un peu à la manière de Thomas Bernhard, ce « frère aîné et admiré », avec visite obligée à Pongau et à Schwarzach.